# II liga polska w piłce siatkowej mężczyzn (2019/2020)
II liga polska w piłce siatkowej mężczyzn 2019/2020 – 30. edycja ligowych rozgrywek siatkarskich trzeciego szczebla, organizowanych przez Polski Związek Piłki Siatkowej pod nazwą II liga.

## System rozgrywek
1. Etap I (dwurundowa faza zasadnicza) – przeprowadzona została w formule ligowej, systemem kołowym (tj. "każdy z każdym – mecz i rewanż"),
2. Etap II (play-off / play-out) – 4 najlepsze zespoły w każdej grupie miały walczyć systemem play-off o dwa miejsca premiowane awansem do turniejów półfinałowych. Planowano rozegrać rundę play-out. Najsłabsza z drużyn po rundzie play-out, bądź rundzie zasadniczej, jeśli w danej grupie nie rozgrywano rundy play-out miała spaść do III ligi.
3. Etap III (turniej półfinałowy) – Turnieje półfinałowe z udziałem 12 najlepszych drużyn miały być podzielone na 3 grupy; w pierwszej miały zmierzyć się zespoły z grup 1 i 2, w drugiej – 3 i 4, w trzeciej 5 i 6. Do turnieju finałowego miały awansować po dwie najlepsze drużyny z każdej grupy.
4. Etap IV (turniej finałowy – dwie fazy) – 6 drużyn podzielonych na 2 grupy po 3 zespoły. Gra "każdy z każdym". 2 najlepsze z każdej grupy miały awansować do drugiej, ostatecznej fazy finałowej. Każdy z zespołów miał grać z obiema drużynami, której awansowały z przeciwnej grupy pierwszej fazy finałowej (6 zespołowej). Utworzona zostałaby zbiorcza 4 zespołowa tabela (odejmując punkty zdobyte za mecz z drużyną, która odpadła w I etapie finału). Najlepsze dwie drużyny z ostatecznej tabeli awansowałyby do I ligi.

## Drużyny uczestniczące

### Grupa 1
| | Uczestnicy poprzedniej edycji |    |
| --- | ----------------------------- | -- |
| MIĘ | GBS Bank KS Orzeł Międzyrzecz | 1  |
| TRE | Trefl Gdańsk II               | 2  |
| STO | GKS Stoczniowiec Gdańsk       | 3  |
| WIL | LUKS Wilki Wilczyn            | 4  |
| CZA | MKS STEICO Noteć Czarnków     | 5  |
| SPC | SPS Konspol Słupca            | 6  |
| GRU | KS Stal Grudziądz             | 7  |
| POL | SMS Police                    | 9  |
| | Spadek z Krispol 1. Ligi      |    |
| SUL | STS Olimpia Sulęcin           | 14 |
| Oznaczenia: - kolumna pierwsza – skróty nazw drużyn wpisane na mapie (jeśli ta została zamieszczona), - kolumna trzecia – miejsce zajęte przez daną drużynę w poprzednim sezonie. |                               |    |

### Grupa 2
| | Uczestnicy poprzedniej edycji        |   |
| --- | ------------------------------------ | - |
| BAS | BAS Białystok                        | 1 |
| LEG | Legia Warszawa                       | 2 |
| MET | KS Metro Warszawa                    | 3 |
| OLS | AZS UWM Olsztyn II                   | 4 |
| WOL | UMKS MOS Wola Warszawa               | 5 |
| SPA | SMS PZPS Spała II                    | 5 |
| MIE | KS MOSiR Huragan Międzyrzec Podlaski | 6 |
| AUG | UKS Centrum Augustów                 | 7 |
| | Awans z III ligi                     |   |
| BES | BESTIOS Białystok                    |   |
| Oznaczenia: - kolumna pierwsza – skróty nazw drużyn wpisane na mapie (jeśli ta została zamieszczona), - kolumna trzecia – miejsce zajęte przez daną drużynę w poprzednim sezonie. |                                      |   |

### Grupa 3
| | Uczestnicy poprzedniej edycji     |   |
| --- | --------------------------------- | - |
| SIE | Tubądzin Volley MOSiR Sieradz     | 1 |
| RZĄ | LKS Czarni Rząśnia                | 2 |
| OZO | MKS Bzura Ozorków                 | 3 |
| CZĘS | Eco-Team AZS Stoelzle Częstochowa | 8 |
| ROZ | Arcobaleno Kasztelan Rozprza      | 9 |
| | Awans z III ligi                  |   |
| GRO | UKS Sparta Grodzisk Mazowiecki    |   |
| ŁĘC | MMKS Lotnik Łęczyca               |   |
| SPA | SMS PZPS Spała III                |   |
| Oznaczenia: - kolumna pierwsza – skróty nazw drużyn wpisane na mapie (jeśli ta została zamieszczona), - kolumna trzecia – miejsce zajęte przez daną drużynę w poprzednim sezonie. |                                   |   |

### Grupa 4
| | Uczestnicy poprzedniej edycji |   |
| --- | ----------------------------- | - |
| WAŁ | Aqua Zdrój Wałbrzych          | 1 |
| NS | MKST Astra Nowa Sól           | 3 |
| ŻAG | WKS Sobieski ARENA Żagań      | 4 |
| ZG | KU AZS UZ Zielona Góra        | 4 |
| MIL | MUKS Ziemia Milicka Milicz    | 5 |
| OŁA | MKS Olavia Oława              | 6 |
| BIE | KS Bielawianka Bester Bielawa | 7 |
| LEG | MKS Ikar Legnica              | 9 |
| | Awans z III ligi              |   |
| SYC | Rosiek Syców                  |   |
| Oznaczenia: - kolumna pierwsza – skróty nazw drużyn wpisane na mapie (jeśli ta została zamieszczona), - kolumna trzecia – miejsce zajęte przez daną drużynę w poprzednim sezonie. |                               |   |

### Grupa 5
| | Uczestnicy poprzedniej edycji                  |    |
| --- | ---------------------------------------------- | -- |
| AND | MKS Andrychów                                  | 1  |
| KĘT | UMKS Kęczanin Kęty                             | 3  |
| TYC | TKS Tychy                                      | 4  |
| JAS | AT Jastrzębski Węgiel                          | 5  |
| RYB | TS Volley Rybnik                               | 6  |
| OPO | AZS Politechnika Opolska Cementownia Odra S.A. | 8  |
| BIE | BBTS Bielsko-Biała II                          | 9  |
| BĘD | WIE-DRUK MKS Będzin II                         | 10 |
| Oznaczenia: - kolumna pierwsza – skróty nazw drużyn wpisane na mapie (jeśli ta została zamieszczona), - kolumna trzecia – miejsce zajęte przez daną drużynę w poprzednim sezonie. |                                                |    |

### Grupa 6
| | Uczestnicy poprzedniej edycji      |   |
| --- | ---------------------------------- | - |
| ŚWI | Avia Świdnik                       | 1 |
| NIE | Neobus Raf-Mar Sołek Cars Niebylec | 3 |
| KRO | Karpaty PWSZ Krosno Glass          | 4 |
| KOZ | Enea KKS Kozienice                 | 5 |
| ROP | KS Błękitni Ropczyce               | 6 |
| SĘD | Extrans Sędziszów Małopolski       | 7 |
| | Awans z III ligi                   |   |
| STR | MKS Wisłok Strzyżów                |   |
| JSŁ | MKS MOSiR Jasło                    |   |
| Oznaczenia: - kolumna pierwsza – skróty nazw drużyn wpisane na mapie (jeśli ta została zamieszczona), - kolumna trzecia – miejsce zajęte przez daną drużynę w poprzednim sezonie. |                                    |   |

## Faza zasadnicza (klasyfikacja końcowa[1])

### Grupa 1
| Lp. | Drużyna                       | Pkt | Mecze | Mecze | Mecze | Rodzaj wyniku | Rodzaj wyniku | Rodzaj wyniku | Rodzaj wyniku | Rodzaj wyniku | Rodzaj wyniku | Sety | Sety | Sety  | Małe punkty | Małe punkty | Małe punkty |
| Lp. | Drużyna                       | Pkt | M     | W     | P     | 3:0           | 3:1           | 3:2           | 2:3           | 1:3           | 0:3           | wyg. | prz. | stos. | zdob.       | str.        | stos.       |
| --- | ----------------------------- | --- | ----- | ----- | ----- | ------------- | ------------- | ------------- | ------------- | ------------- | ------------- | ---- | ---- | ----- | ----------- | ----------- | ----------- |
| 1   | STS Olimpia Sulęcin           | 44  | 16    | 15    | 1     | 10            | 4             | 1             | 0             | 1             | 0             | 46   | 9    | 5.11  | 1353        | 1104        | 1.23        |
| 2   | LUKS Wilki Wilczyn            | 36  | 16    | 13    | 3     | 6             | 4             | 3             | 0             | 1             | 2             | 40   | 19   | 2.11  | 1406        | 1232        | 1.14        |
| 3   | GBS Bank KS Orzeł Międzyrzecz | 29  | 16    | 9     | 7     | 4             | 3             | 2             | 4             | 2             | 1             | 37   | 28   | 1.32  | 1472        | 1357        | 1.08        |
| 4   | SPS Konspol Słupca            | 28  | 16    | 9     | 7     | 2             | 5             | 2             | 3             | 2             | 2             | 35   | 30   | 1.17  | 1436        | 1425        | 1.01        |
| 5   | Trefl Gdańsk II               | 26  | 16    | 9     | 7     | 3             | 5             | 1             | 0             | 5             | 2             | 32   | 28   | 1.14  | 1344        | 1374        | 0.98        |
| 6   | GKS Stoczniowiec Gdańsk       | 24  | 16    | 8     | 8     | 3             | 2             | 3             | 3             | 4             | 1             | 34   | 32   | 1.06  | 1439        | 1453        | 0.99        |
| 7   | MKS STEICO Noteć Czarnków     | 15  | 16    | 4     | 12    | 2             | 1             | 1             | 4             | 4             | 4             | 24   | 39   | 0.62  | 1371        | 1427        | 0.96        |
| 8   | KS Stal Grudziądz             | 13  | 16    | 5     | 11    | 0             | 3             | 2             | 0             | 4             | 7             | 19   | 40   | 0.48  | 1249        | 1372        | 0.91        |
| 9   | SMS Police                    | 1   | 16    | 0     | 16    | 0             | 0             | 0             | 1             | 4             | 11            | 6    | 48   | 0.13  | 1001        | 1327        | 0.75        |

Źródło: https://2ligamezczyzn.volleystation.com/pl/season/2/phase-10-2-liga-mezczyzn-20192020-grupa-1-faza-zasadnicza/standings/
Punktacja: 3:0 i 3:1 – 3 pkt; 3:2 – 2 pkt; 2:3 – 1 pkt; 1:3 i 0:3 – 0 pkt
Zasady ustalania kolejności: 1. liczba punktów; 2. liczba zwycięstw; 3. stosunek setów; 4. stosunek małych punktów; 5. bilans w bezpośrednich meczach
     awans do Tauron 1. Ligi
     wycofanie się po zakończeniu sezonu z rozgrywek

### Grupa 2
| Lp. | Drużyna                              | Pkt | Mecze | Mecze | Mecze | Rodzaj wyniku | Rodzaj wyniku | Rodzaj wyniku | Rodzaj wyniku | Rodzaj wyniku | Rodzaj wyniku | Sety | Sety | Sety  | Małe punkty | Małe punkty | Małe punkty |
| Lp. | Drużyna                              | Pkt | M     | W     | P     | 3:0           | 3:1           | 3:2           | 2:3           | 1:3           | 0:3           | wyg. | prz. | stos. | zdob.       | str.        | stos.       |
| --- | ------------------------------------ | --- | ----- | ----- | ----- | ------------- | ------------- | ------------- | ------------- | ------------- | ------------- | ---- | ---- | ----- | ----------- | ----------- | ----------- |
| 1   | BAS Białystok                        | 45  | 16    | 15    | 1     | 10            | 5             | 0             | 0             | 0             | 1             | 45   | 8    | 5.63  | 1316        | 1034        | 1.27        |
| 2   | KS Metro Warszawa                    | 28  | 16    | 9     | 7     | 4             | 4             | 1             | 2             | 3             | 2             | 34   | 27   | 1.26  | 1380        | 1351        | 1.02        |
| 3   | BESTIOS Białystok                    | 27  | 16    | 9     | 7     | 1             | 6             | 2             | 2             | 1             | 4             | 32   | 31   | 1.03  | 1399        | 1402        | 1           |
| 4   | UMKS MOS Wola Warszawa               | 25  | 16    | 8     | 8     | 5             | 2             | 1             | 2             | 3             | 3             | 31   | 28   | 1.11  | 1330        | 1323        | 1.01        |
| 5   | Legia Warszawa                       | 24  | 16    | 9     | 7     | 4             | 2             | 3             | 0             | 4             | 3             | 31   | 29   | 1.07  | 1394        | 1325        | 1.05        |
| 6   | UKS Centrum Augustów                 | 24  | 16    | 8     | 8     | 4             | 3             | 1             | 1             | 2             | 5             | 28   | 29   | 0.97  | 1274        | 1302        | 0.98        |
| 7   | AZS UWM Olsztyn II                   | 16  | 16    | 6     | 10    | 2             | 1             | 3             | 1             | 8             | 1             | 28   | 37   | 0.76  | 1392        | 1437        | 0.97        |
| 8   | KS MOSiR Huragan Międzyrzec Podlaski | 15  | 16    | 4     | 12    | 2             | 1             | 1             | 4             | 1             | 7             | 21   | 39   | 0.54  | 1230        | 1398        | 0.88        |
| 9   | SMS PZPS Spała II                    | 12  | 16    | 4     | 12    | 0             | 3             | 1             | 1             | 5             | 6             | 19   | 41   | 0.46  | 1267        | 1410        | 0.9         |

Źródło: https://2ligamezczyzn.volleystation.com/pl/season/2/phase-11-2-liga-mezczyzn-20192020-grupa-2-faza-zasadnicza/standings/
Punktacja: 3:0 i 3:1 – 3 pkt; 3:2 – 2 pkt; 2:3 – 1 pkt; 1:3 i 0:3 – 0 pkt
Zasady ustalania kolejności: 1. liczba punktów; 2. liczba zwycięstw; 3. stosunek setów; 4. stosunek małych punktów; 5. bilans w bezpośrednich meczach
     awans do Tauron 1. Ligi

### Grupa 3
| Lp. | Drużyna                           | Pkt | Mecze | Mecze | Mecze | Rodzaj wyniku | Rodzaj wyniku | Rodzaj wyniku | Rodzaj wyniku | Rodzaj wyniku | Rodzaj wyniku | Sety | Sety | Sety  | Małe punkty | Małe punkty | Małe punkty |
| Lp. | Drużyna                           | Pkt | M     | W     | P     | 3:0           | 3:1           | 3:2           | 2:3           | 1:3           | 0:3           | wyg. | prz. | stos. | zdob.       | str.        | stos.       |
| --- | --------------------------------- | --- | ----- | ----- | ----- | ------------- | ------------- | ------------- | ------------- | ------------- | ------------- | ---- | ---- | ----- | ----------- | ----------- | ----------- |
| 1   | LKS Czarni Rząśnia                | 35  | 14    | 12    | 2     | 3             | 7             | 2             | 1             | 1             | 0             | 39   | 17   | 2.29  | 1302        | 1166        | 1.12        |
| 2   | Tubądzin Volley MOSiR Sieradz     | 28  | 14    | 9     | 5     | 5             | 4             | 0             | 1             | 4             | 0             | 33   | 19   | 1.74  | 1236        | 1137        | 1.09        |
| 3   | SMS PZPS Spała III                | 24  | 14    | 9     | 5     | 1             | 3             | 5             | 2             | 2             | 1             | 33   | 28   | 1.18  | 1370        | 1334        | 1.03        |
| 4   | UKS Sparta Grodzisk Mazowiecki    | 22  | 14    | 8     | 6     | 2             | 2             | 4             | 2             | 4             | 0             | 32   | 28   | 1.14  | 1326        | 1321        | 1           |
| 5   | Eco-Team AZS Stoelzle Częstochowa | 20  | 14    | 6     | 8     | 1             | 4             | 1             | 3             | 2             | 3             | 26   | 30   | 0.87  | 1233        | 1233        | 1           |
| 6   | MMKS Lotnik Łęczyca               | 18  | 14    | 5     | 9     | 3             | 2             | 0             | 3             | 4             | 2             | 25   | 29   | 0.86  | 1208        | 1191        | 1.01        |
| 7   | LUMKS Kasztelan Rozprza           | 11  | 14    | 5     | 9     | 0             | 1             | 4             | 0             | 3             | 6             | 18   | 36   | 0.5   | 1116        | 1277        | 0.87        |
| 8   | MKS Bzura Ozorków                 | 10  | 14    | 2     | 12    | 0             | 2             | 0             | 4             | 5             | 3             | 19   | 38   | 0.5   | 1191        | 1323        | 0.9         |

Źródło: https://2ligamezczyzn.volleystation.com/pl/season/2/phase-12-2-liga-mezczyzn-20192020-grupa-3-faza-zasadnicza/standings/
Punktacja: 3:0 i 3:1 – 3 pkt; 3:2 – 2 pkt; 2:3 – 1 pkt; 1:3 i 0:3 – 0 pkt
Zasady ustalania kolejności: 1. liczba punktów; 2. liczba zwycięstw; 3. stosunek setów; 4. stosunek małych punktów; 5. bilans w bezpośrednich meczach
     złożony akces do Tauron 1. Ligi (odrzucony)

### Grupa 4
| Lp. | Drużyna                       | Pkt | Mecze | Mecze | Mecze | Rodzaj wyniku | Rodzaj wyniku | Rodzaj wyniku | Rodzaj wyniku | Rodzaj wyniku | Rodzaj wyniku | Sety | Sety | Sety  | Małe punkty | Małe punkty | Małe punkty |
| Lp. | Drużyna                       | Pkt | M     | W     | P     | 3:0           | 3:1           | 3:2           | 2:3           | 1:3           | 0:3           | wyg. | prz. | stos. | zdob.       | str.        | stos.       |
| --- | ----------------------------- | --- | ----- | ----- | ----- | ------------- | ------------- | ------------- | ------------- | ------------- | ------------- | ---- | ---- | ----- | ----------- | ----------- | ----------- |
| 1   | MKST Astra Nowa Sól           | 40  | 16    | 14    | 2     | 6             | 5             | 3             | 1             | 0             | 1             | 44   | 17   | 2.59  | 1405        | 1248        | 1.13        |
| 2   | MKS Aqua-Zdrój Wałbrzych      | 35  | 16    | 11    | 5     | 5             | 5             | 1             | 3             | 0             | 2             | 39   | 22   | 1.77  | 1421        | 1268        | 1.12        |
| 3   | WKS Sobieski ARENA Żagań      | 32  | 16    | 11    | 5     | 3             | 4             | 4             | 3             | 1             | 1             | 40   | 27   | 1.48  | 1528        | 1437        | 1.06        |
| 4   | KS Bielawianka Bester Bielawa | 31  | 16    | 11    | 5     | 4             | 4             | 3             | 1             | 1             | 3             | 36   | 25   | 1.44  | 1377        | 1321        | 1.04        |
| 5   | KU AZS UZ Zielona Góra        | 30  | 16    | 10    | 6     | 7             | 3             | 0             | 0             | 5             | 1             | 35   | 21   | 1.67  | 1284        | 1213        | 1.06        |
| 6   | MKS Olavia Oława              | 17  | 16    | 6     | 10    | 1             | 3             | 2             | 1             | 5             | 4             | 25   | 37   | 0.68  | 1377        | 1403        | 0.98        |
| 7   | MUKS Ziemia Milicka Milicz    | 13  | 16    | 3     | 13    | 3             | 0             | 0             | 4             | 3             | 6             | 20   | 39   | 0.51  | 1235        | 1359        | 0.91        |
| 8   | MKS Ikar Legnica              | 12  | 16    | 4     | 12    | 2             | 0             | 2             | 2             | 5             | 5             | 21   | 40   | 0.53  | 1281        | 1412        | 0.91        |
| 9   | Rosiek Syców                  | 6   | 16    | 2     | 14    | 0             | 1             | 1             | 1             | 5             | 8             | 13   | 45   | 0.29  | 1152        | 1399        | 0.82        |

Źródło: https://2ligamezczyzn.volleystation.com/pl/season/2/phase-13-2-liga-mezczyzn-20192020-grupa-4-faza-zasadnicza/standings/
Punktacja: 3:0 i 3:1 – 3 pkt; 3:2 – 2 pkt; 2:3 – 1 pkt; 1:3 i 0:3 – 0 pkt
Zasady ustalania kolejności: 1. liczba punktów; 2. liczba zwycięstw; 3. stosunek setów; 4. stosunek małych punktów; 5. bilans w bezpośrednich meczach
     wycofanie się po zakończeniu sezonu z rozgrywek

### Grupa 5
| Lp. | Drużyna                                        | Pkt | Mecze | Mecze | Mecze | Rodzaj wyniku | Rodzaj wyniku | Rodzaj wyniku | Rodzaj wyniku | Rodzaj wyniku | Rodzaj wyniku | Sety | Sety | Sety  | Małe punkty | Małe punkty | Małe punkty |
| Lp. | Drużyna                                        | Pkt | M     | W     | P     | 3:0           | 3:1           | 3:2           | 2:3           | 1:3           | 0:3           | wyg. | prz. | stos. | zdob.       | str.        | stos.       |
| --- | ---------------------------------------------- | --- | ----- | ----- | ----- | ------------- | ------------- | ------------- | ------------- | ------------- | ------------- | ---- | ---- | ----- | ----------- | ----------- | ----------- |
| 1   | TKS Tychy                                      | 37  | 14    | 13    | 1     | 7             | 4             | 2             | 0             | 1             | 0             | 40   | 11   | 3.64  | 1210        | 994         | 1.22        |
| 2   | MKS Andrychów                                  | 33  | 14    | 11    | 3     | 8             | 3             | 0             | 0             | 3             | 0             | 36   | 12   | 3     | 1156        | 938         | 1.23        |
| 3   | UMKS Kęczanin Kęty                             | 30  | 14    | 10    | 4     | 6             | 3             | 1             | 1             | 1             | 2             | 33   | 17   | 1.94  | 1172        | 1073        | 1.09        |
| 4   | TS Volley Rybnik                               | 21  | 14    | 6     | 8     | 4             | 2             | 0             | 3             | 3             | 2             | 27   | 26   | 1.04  | 1192        | 1165        | 1.02        |
| 5   | AT Jastrzębski Węgiel                          | 18  | 14    | 6     | 8     | 4             | 2             | 0             | 0             | 4             | 4             | 22   | 26   | 0.85  | 1068        | 1102        | 0.97        |
| 6   | AZS Politechnika Opolska Cementownia Odra S.A. | 17  | 14    | 6     | 8     | 3             | 2             | 1             | 0             | 2             | 6             | 20   | 28   | 0.71  | 1043        | 1111        | 0.94        |
| 7   | BBTS Bielsko-Biała II                          | 7   | 14    | 2     | 12    | 1             | 1             | 0             | 1             | 0             | 11            | 8    | 37   | 0.22  | 826         | 1070        | 0.77        |
| 8   | WIE-DRUK MKS Będzin II                         | 5   | 14    | 2     | 12    | 1             | 0             | 1             | 0             | 3             | 9             | 9    | 38   | 0.24  | 913         | 1127        | 0.81        |

Źródło: https://2ligamezczyzn.volleystation.com/pl/season/2/phase-14-2-liga-mezczyzn-20192020-grupa-5-faza-zasadnicza/standings/
Punktacja: 3:0 i 3:1 – 3 pkt; 3:2 – 2 pkt; 2:3 – 1 pkt; 1:3 i 0:3 – 0 pkt
Zasady ustalania kolejności: 1. liczba punktów; 2. liczba zwycięstw; 3. stosunek setów; 4. stosunek małych punktów; 5. bilans w bezpośrednich meczach
     wycofanie się po zakończeniu sezonu z rozgrywek

### Grupa 6
| Lp. | Drużyna                            | Pkt | Mecze | Mecze | Mecze | Rodzaj wyniku | Rodzaj wyniku | Rodzaj wyniku | Rodzaj wyniku | Rodzaj wyniku | Rodzaj wyniku | Sety | Sety | Sety  | Małe punkty | Małe punkty | Małe punkty |
| Lp. | Drużyna                            | Pkt | M     | W     | P     | 3:0           | 3:1           | 3:2           | 2:3           | 1:3           | 0:3           | wyg. | prz. | stos. | zdob.       | str.        | stos.       |
| --- | ---------------------------------- | --- | ----- | ----- | ----- | ------------- | ------------- | ------------- | ------------- | ------------- | ------------- | ---- | ---- | ----- | ----------- | ----------- | ----------- |
| 1   | Avia Świdnik                       | 40  | 14    | 14    | 0     | 5             | 7             | 2             | 0             | 0             | 0             | 42   | 11   | 3.82  | 1276        | 1027        | 1.24        |
| 2   | Enea KKS Kozienice                 | 26  | 14    | 9     | 5     | 6             | 2             | 1             | 0             | 2             | 3             | 29   | 19   | 1.53  | 1127        | 1045        | 1.08        |
| 3   | Extrans Sędziszów Małopolski       | 21  | 14    | 7     | 7     | 2             | 3             | 2             | 2             | 1             | 4             | 26   | 28   | 0.93  | 1217        | 1216        | 1           |
| 4   | Karpaty PWSZ Krosno Glass          | 20  | 14    | 6     | 8     | 3             | 2             | 1             | 3             | 3             | 2             | 27   | 28   | 0.96  | 1196        | 1212        | 0.99        |
| 5   | MKS Wisłok Strzyżów                | 20  | 14    | 5     | 9     | 2             | 3             | 0             | 5             | 3             | 1             | 28   | 30   | 0.93  | 1293        | 1301        | 0.99        |
| 6   | Neobus Raf-Mar Sołek Cars Niebylec | 18  | 14    | 6     | 8     | 3             | 1             | 2             | 2             | 3             | 3             | 25   | 29   | 0.86  | 1168        | 1219        | 0.96        |
| 7   | MKS MOSiR Jasło                    | 17  | 14    | 6     | 8     | 3             | 1             | 2             | 1             | 4             | 3             | 24   | 29   | 0.83  | 1127        | 1221        | 0.92        |
| 8   | KS Błękitni Ropczyce               | 6   | 14    | 3     | 11    | 0             | 0             | 3             | 0             | 3             | 8             | 12   | 39   | 0.31  | 1054        | 1217        | 0.87        |

Źródło: https://2ligamezczyzn.volleystation.com/pl/season/2/phase-15-2-liga-mezczyzn-20192020-grupa-6-faza-zasadnicza/standings/
Punktacja: 3:0 i 3:1 – 3 pkt; 3:2 – 2 pkt; 2:3 – 1 pkt; 1:3 i 0:3 – 0 pkt
Zasady ustalania kolejności: 1. liczba punktów; 2. liczba zwycięstw; 3. stosunek setów; 4. stosunek małych punktów; 5. bilans w bezpośrednich meczach
     awans do Tauron 1. Ligi
     wycofanie się po zakończeniu sezonu z rozgrywek

## Odwołanie fazy play-off
Z powodu pandemii COVID-19 (koronawirusa) faza play-off i play-out została przerwana po pierwszych rozegranych spotkaniach – mecze unieważniono, a wyniki uzyskane w fazie zasadniczej są wynikami kończącymi sezon 2019/2020, nie rozgrywane też pozostałe fazy. Według komunikatu Polskiego Związku Piłki Siatkowej nikt w tym sezonie nie spada z ligi, a od czterech drużyn został przyjęty do rozpatrzenia akces do I ligi organizowanej przez Polska Liga Siatkówki. Ostatecznie decyzją PLS negatywnie rozpatrzono akces drużyny LKS Czarni Rząśnia, awans do I ligi uzyskały drużyny: Avia Świdnik, BAS Białystok oraz Olimpia Sulęcin.